# 천군만마
천명의 군사와 만마리의 말이다